# Mêgamét
Mêgamét (viết tắt là : Mm) là một đơn vị đo chiều dài trong hệ mét, tương đương với 1 triệu mét - đơn vị cơ sở của hệ SI, hay bằng 1000 km, tương đương với 621,37 dặm Anh.